# Gustav Radbruch

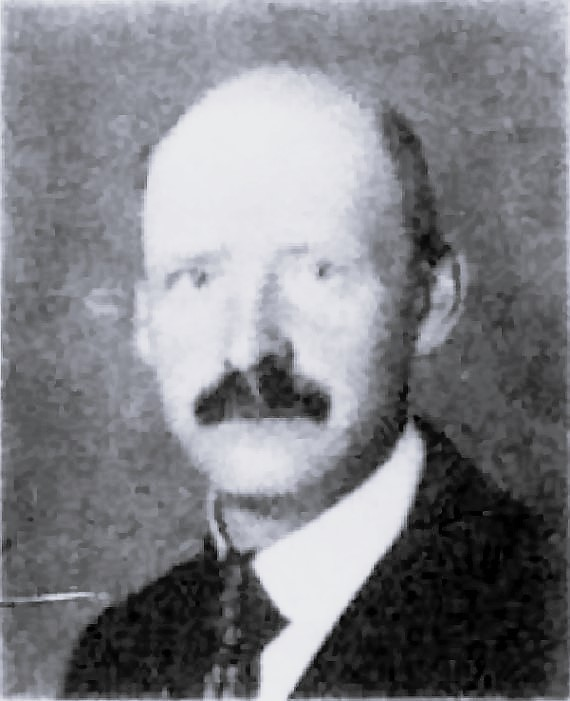
Gustav Radbruch omstreeks 1920

Ralf Dreier Gustav Radbruch (Lübeck, 21 november 1878 - Heidelberg, 23 november 1949) was een Duits rechtsgeleerde. Van oktober 1921 tot november 1922 was hij minister van Justitie in de Weimarrepubliek.
Voor de Tweede Wereldoorlog sloot hij sterk aan bij het normatieve rechtspositivisme. Het rechtspositivisme gelooft in een scherpe scheiding tussen moraal en recht. Na de oorlog kwam hij echter tot inzicht dat recht en moraal niet eenvoudigweg gescheiden kunnen worden. Hij redeneerde als volgt: rechters moeten de wet volgen. De wetgevende macht was echter in de handen van de nazi's, en die schreven onmenselijke wetten voor: Radbruch sprak van wettelijk onrecht.
Radbruch werkte dit uit in een bekend geworden formule, de Radbruchformule.
- Biblioteca Nacional de España: XX1407858
- Bibliothèque nationale de France: cb120792656 (data)
- Catàleg d'autoritats de noms i títols de Catalunya: 981058523558806706
- CiNii: DA0139490X
- Gemeinsame Normdatei: 118597582
- International Standard Name Identifier: 0000 0001 2100 6661
- Library of Congress Control Number: n82094503
- Nationale Bibliotheek van Letland: 000050220
- Bibliotheek van het Japanse parlement: 00525381
- Nationale Bibliotheek van Tsjechië: uk2009425535
- Nationale bibliotheek van Australië: 35815099
- Nationale Bibliotheek van Israël: 987007266820605171
- Nationale Bibliotheek van Polen: a0000002363136
- Nederlandse Thesaurus van Auteursnamen: 068533195
- Istituto Centrale per il Catalogo Unico: MILV008885
- SNAC: w6kh9g1x
- Système universitaire de documentation: 02909562X
- Trove: 1100045
- Virtual International Authority File: 36942970
- WorldCat: E39PBJckMHyt3vbdGFmHkyYMfq